# 급성 기관지염
급성 기관지염(急性氣管支炎, acute bronchitis, chest cold)은 허파 기관지의 단기간의 염증이다. 가장 흔한 증상은 기침이다. 다른 증상에는 가래, 천명, 호흡곤란, 발열, 흉통을 포함한다. 이 감염은 수 일에서 10일 간 지속될 수 있다. 보통 증상은 3주 정도 지속되는데 이후 수주 간 기침이 지속될 수 있다. 일부는 최대 6주까지 증상이 있을 수 있다.
병인의 90% 이상이 바이러스 감염이다. 이 바이러스들은 직접 접촉에 의해서나 사람이 기침을 할 때 공기를 통해 퍼진다. 위험 요인에는 담배 연기, 먼지, 기타 공기 오염의 노출을 포함한다. 일부의 경우 높은 수준의 공기 오염이나, 폐렴미코플라스마, 백일해균과 같은 병균에 의해서이다. 진단은 일반적으로 사람의 증상에 기반하여 이루어진다. 가래의 색은 감염이 바이러스성인지 병원성인지를 가늠하지 않는다. 기반이 되는 유기체를 확인하는 일은 보통 필요하지 않다. 비슷한 증상의 다른 병인에는 천식, 폐렴, 모세기관지염, 기관지확장증, 만성 폐쇄성 폐질환(COPD)를 포함한다. 폐렴 확인에는 흉부 엑스레이가 유용할 수 있다.
예방 방법은 금연 및 기타 허파 자극물을 회피하는 것이다. 자주 손을 씨는 것도 예방에 도움이 된다. 급성 기관지염의 치료는 일반적으로 발열을 완화하기 위해 NSAIDs, 아세트아미노펜의 복용 및 휴식이 동반된다. 기침약은 사용 시 도움이 거의 되지 않으며 6세 미만의 어린이에게 권장되지 않는다. 살부타몰이 천명 환자에게 유용할 수 있다는 잠정적인 증거가 있으나 신경질을 유발할 수 있다. 항생제는 일반적으로 사용하지 않는 것이 좋다. 급성 기관지염이 백일해에 기인한 것이라면 예외이다. 꿀과 펠라르고늄이 증상 완화에 도움을 준다는 잠정적인 증거가 있다.
급성 기관지염은 매우 흔한 질병들 가운데 하나이다. 성인 중 약 5%가 영향을 받으며 어린이들 가운데 약 6%은 적어도 한 해에 한 번 발병한다. 겨울에 더 자주 발생한다. 미국 내 10,000,000명 이상의 인구가 해마다 이 질병 때문에 병원에 방문하며 약 70%가 항생제를 받는데 그 중 대부분은 이것이 불필요하다. 급성 기관지염에 항생제 사용을 줄이려는 노력이 있다.